# 吉茲卡拉西水庫
吉茲卡拉西水庫（波斯語：‎）是阿塞拜疆—伊朗邊界上的一座發電與灌溉用水庫，壩址位於兩國界河阿拉斯河上，左岸為阿塞拜疆傑布拉伊爾區，右岸為伊朗東阿塞拜疆省。西南距大不里士220公里，上游12公里處為霍達法林水庫。據計畫，水庫可為1.2萬公頃的土地提供水源，庫容量為6,200萬立方米，每年可為兩國調節約2億立方米的水量。